# Лозанска конференция (1932)
Вижте пояснителната страница за други значения на Лозанска конференция.
Лозанската конференция е международна конференция, проведена в град Лозана от 16 юни до 9 юли 1932 година.
През юни 1932 на конференцията в Лозана германските репарации се анулират, след това се урежда и проблемът за т. нар. източни репарации на Австрия, България и Унгария. На нея се решава Англия, Франция и други европейски държави да спрат плащанията на дълговете си към САЩ от времето на войната. Държавите победителки подписват споразумение и за отлагане на плащанията на Германия, като по този начин се слага край на цялата система от следвоенни плащания.